# Billy Garrett (pilota automobilistico)
William Joseph Garrett, detto Billy (Princeton, 24 aprile 1933 – Glendale, 15 febbraio 1999), è stato un pilota automobilistico statunitense.
Corse nella serie Champ Car dal 1956 al 1958.
Tra il 1950 e il 1960 la 500 Miglia di Indianapolis faceva parte del Campionato Mondiale, per questo motivo Garrett ha all'attivo anche due Gran Premi in Formula 1.

## Risultati in Formula 1
| 1956 | Scuderia        | Vettura             |  |  |    |  |  |  |  |  |  |  |  | Punti | Pos. |
| ---- | --------------- | ------------------- |  |  | -- |  |  |  |  |  |  |  |  | ----- | ---- |
| 1956 | Greenman-Casale | Kuzma Indy Roadster |  |  | 16 |  |  |  |  |  |  |  |  | 0     |      |

| 1957 | Scuderia            | Vettura           |  |  |    |  |  |  |  |  |  |  |  | Punti | Pos. |
| ---- | ------------------- | ----------------- |  |  | -- |  |  |  |  |  |  |  |  | ----- | ---- |
| 1957 | Federal Engineering | Kurtis Kraft 500E |  |  | NQ |  |  |  |  |  |  |  |  | 0     |      |

| 1958 | Scuderia     | Vettura           |  |  |  |   |  |  |  |  |  |  |  | Punti | Pos. |
| ---- | ------------ | ----------------- |  |  |  | - |  |  |  |  |  |  |  | ----- | ---- |
| 1958 | H.A. Chapman | Kurtis Kraft 500G |  |  |  | 6 |  |  |  |  |  |  |  | 0     |      |

| Legenda | 1º posto     | 2º posto | 3º posto    | A punti         | Senza punti/Non class.  | Grassetto – Pole position Corsivo – Giro più veloce |
| Legenda | Squalificato | Ritirato | Non partito | Non qualificato | Solo prove/Terzo pilota | Grassetto – Pole position Corsivo – Giro più veloce |